# تپه خوته لان
تپه خوته لان مربوط به دوران‌های تاریخی پس از اسلام است و در شهرستان قزوین، بخش مرکزی، روستای گرگین واقع شده و این اثر در تاریخ ۲۵ اسفند ۱۳۸۰ با شمارهٔ ثبت ۵۴۹۷ به‌عنوان یکی از آثار ملی ایران به ثبت رسیده است.